# Оана Бан
Оана Бан (рум. Oana Ban, 11 січня 1986) — румунська гімнастка, олімпійська чемпіонка.

## Виступи на Олімпіадах
| Олімпіада  | Дисципліна        | Місце              |
| ---------- | ----------------- | ------------------ |
| Афіни 2004 | вільні врави      | 4 (кваліфікація)   |
| Афіни 2004 | опорний стрибок   | 23T (кваліфікація) |
| Афіни 2004 | різновисокі бруси | 29 (кваліфікація)  |
| Афіни 2004 | колода            | 5 (кваліфікація)   |
| Афіни 2004 | абсолютний залік  | 3 (кваліфікація)   |
| Афіни 2004 | командний залік   | 1                  |